# Molitovský most

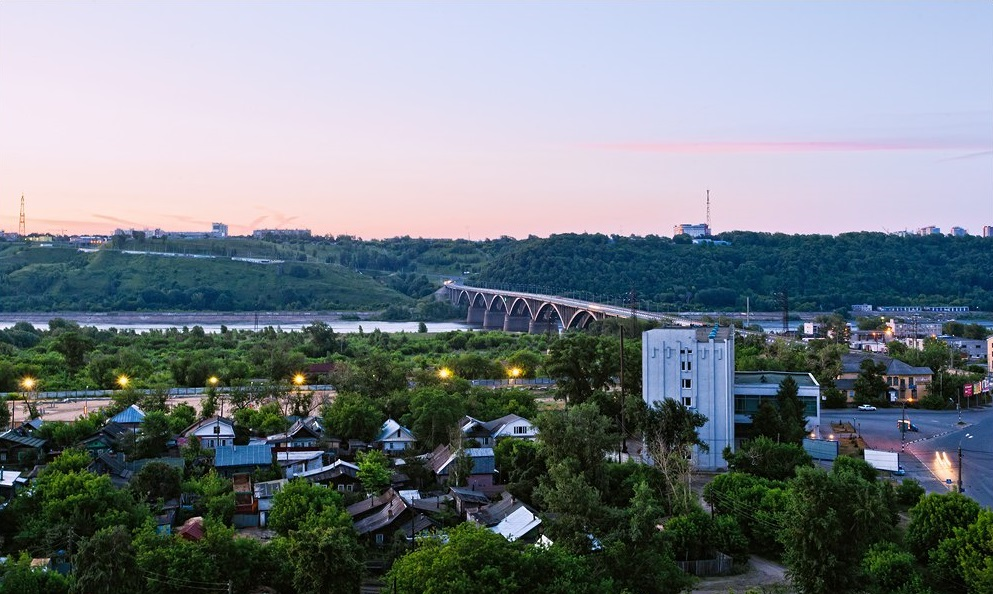
Pohled na most z levého břehu. Na protějším břehu vlevo od mostu je vidět serpentina Okského sjezdu.

Molitovský most (rusky Моли́товский мост) je druhý nejstarší (po Kanavinském) silniční most v Nižním Novgorodě přes řeku Oku. Spojuje centrum města (tzv. „Nagornou čast“ města) s jeho dalšími čtvrtěmi na levém břehu (tzv. „Zarečnou častí“).
Most je dlouhý 951,2 m a široký 21 m. Dostavěn byl 5. listopadu 1965, mezi lety 1997 a 1999 pak proběhla částečná rekonstrukce. Přemístěny byly sloupy veřejného osvětlení, opraveny byly poničené spoje a vyměněno bylo i tramvajové těleso. Další oprava proběhla v roce 2016.
Od otevření mostu přes něj vedla silnice Moskva – Nižnij Novgorod – Kazaň – Ufa, která v polovině 70. let dostala označeni M7. Poté, co v roce 1981 byl otevřen Myzinský most, byla trasa M7 převedena na něj.
Od roku 2009 je to jediný z velkých mostů v Nižním Novgorodě, po kterém je vedena tramvajová doprava.
Jmenuje se po obci Molitovka, jež existovala na levém břehu Oky, a stejnojmenném pozdějším sídliště. Obec samotná prý dostala svůj název od burlaků, kteří měli ve zvyku zastavovat se na protějším břehu Oky a modlit se za vyzvánění zvonů kostela umístěného v ústí řeky Molitovky (nyní Ržavka).

## Okský sjezd
Na pravém břehu je most připojen do uliční síti vysoce umístěné Nagorné části města prostřednictvím 1,9 km dlouhého Okského sjezdu. Sjezd vede na Ljadovovo náměstí.
Od otevření měl sjezd stejně jako most 3 pruhy pro každý směr včetně tramvajových pásů. V roce 1974 kvůli neobyčejně vysokému výskytu srážek došlo k velkému počtu svahových pohybů, za jednoho z nichž sjezd byl zatarasen a byla převracena tramvaj  (dalším výsledkem svahových pohybů toho roku se stalo trvalé uzavření úseku železnice, vedoucího k Romodanovskému nádraží).
V letech 1986–1987 proběhla první rekonstrukce Okského sjezdu, za které tramvajová trať byla přenesena na zvláštní těleso, umístěné na protější od hor straně sjezdu. Vozovka měla 3 pruhy, z nichž dva vedly vzhůru a pouze jeden dolů, což stačilo pro tehdejší provoz.
V prvním desetiletí 21. století kvůli prudkému stoupání provozu osobních aut to už nestačilo. V večerních hodinách (kdy provoz je převážně směrován k Zarečné části města) docházelo k velkým zácpám paralyzujícím provoz v celém centru. Diskutovalo se o rozšíření vozovky na úkor tramvajové trati, což by vedlo k uzavření populárních linek a rozdělení tramvajové síti města na dvě části. Kvůli občanským protestům však bylo rozhodnuto o stavbě zcela nové vozovky o dvou pruzích. Stavba byla začata v únoru 2011 a ukončena v listopadu téhož roku. Od té doby stará třipruhová vozovka slouží pro jízdu vzhůru a ta nová pro jízdu dolů.